# Firth of Tay
Firth of Tay er en fjord i Skotland. Mod vest er fjorden en fortsættelse af Tay, der er Skotlands længste flod. Mod øst udmunder fjorden i Nordsøen. Mod nord grænser fjorden op til Angus, Dundee (Skotlands fjerdestørste by) samt Perth and Kinross. Mod syd grænser fjorden op til Fife.
Der er broer over Tay-fjorden ved Dundee, dels en jernbanebro der fører til det vestlige Wormit, dels en vejbro der fører til det østlige Newport-on-Tay.
Den første jernebanebro styrtede sammen dem 28. december 1879.
Storbritanniens Klimafremskrivning 2009 (UKCP09) forudsiger at havstigningen vil være knap en halv meter i 2080.